# Konklawe 1963
Konklawe 19-21 czerwca 1963 – zgromadzenie kardynałów zwołane po śmierci Jana XXIII i  w trakcie przerwy w obradach soboru watykańskiego II. Konklawe zakończyło się wyborem kard. Giovanniego Battisty Montiniego, który przybrał imię – Pawła VI.

## Śmierć Jana XXIII
Papież Jan XXIII zmarł na raka 3 czerwca 1963. Rok wcześniej otworzył on obrady soboru watykańskiego II. Już w trakcie przygotowań do soboru, a w szczególności w jego trakcie, zarysował się wyraźny podział w Kościele. „Postępowcy” chcieli daleko idących reform w zarządzaniu Kościołem (zmniejszenie centralizacji i wzmocnienie roli biskupów, reforma instytucji kurialnych, zwł. Świętego Oficjum itp.), a także zmiany podejścia do wielu problemów współczesnego świata. Z kolei tradycjonaliści próbowali przeciwdziałać tym pomysłom, uznając wiele z nich za zbyt daleko odbiegających od katolickiej ortodoksji. Jan XXIII wspierał frakcję reformistyczną, przez co popadał w konflikty ze swymi konserwatywnie nastawionymi współpracownikami w Kurii (zwł. Alfredo Ottavianim).

## Lista uczestników
Papież Jan XXIII zwiększył liczbę kardynałów powyżej granicy 70, określonej w XVI wieku. W chwili jego śmierci Kolegium Kardynalskie liczyło 82 członków, z czego 80 uczestniczyło w wyborze jego następcy:
- Eugène Tisserant (Francja; nominacja kardynalska 15 czerwca 1936) – kardynał biskup Ostii i Porto e Santa Rufina; dziekan Świętego Kolegium Kardynałów; prefekt Świętej Kongregacji ds. Ceremoniału; bibliotekarz i archiwista Świętego Kościoła Rzymskiego; przewodniczący Papieskiej Komisji Biblijnej; Wielki Mistrz Zakonu Rycerskiego Świętego Grobu w Jerozolimie

- Clemente Micara (Włochy; 18 lutego 1946) – kardynał biskup Velletri; komendatariusz kościoła prezbiterialnego S. Maria sopra Minerva; subdziekan Świętego Kolegium Kardynałów; wikariusz generalny diecezji rzymskiej; wielki kanclerz Papieskiego Uniwersytetu Laterańskiego

- Giuseppe Pizzardo (Włochy; 13 grudnia 1937) – kardynał biskup Albano; prefekt Świętej Kongregacji ds. Seminariów i Uniwersytetów; wielki kanclerz Papieskiego Uniwersytetu Gregoriańskiego

- Benedetto Aloisi Masella (Włochy; 18 lutego 1946) – kardynał biskup Palestriny; kamerling Świętego Kościoła Rzymskiego; archiprezbiter bazyliki laterańskiej; prefekt Świętej Kongregacji ds. Dyscypliny Sakramentów; kamerling Świętego Kolegium Kardynałów

- Amleto Giovanni Cicognani (Włochy; 15 grudnia 1958) – kardynał biskup Frascati; sekretarz stanu Stolicy Apostolskiej; prefekt Świętej Kongregacji Nadzwyczajnych Spraw Kościoła; przewodniczący Komisji ds. Patrymonium Stolicy Apostolskiej

- Giuseppe Antonio Ferretto (Włochy; 16 stycznia 1961) – kardynał biskup Sabina e Poggio Mirteto

- Manuel Gonçalves Cerejeira (Portugalia; 16 grudnia 1929) – kardynał prezbiter Ss. Marcellino e Pietro; protoprezbiter Świętego Kolegium Kardynałów; patriarcha Lizbony

- Achille Liénart (Francja; 30 czerwca 1930) – kardynał prezbiter S. Sisto; biskup Lille; prałat nullius prałatury terytorialnej Mission de France w Pontigny

- Maurilio Fossati OSsCGN (Włochy; 13 marca 1933) – kardynał prezbiter S. Marcello; arcybiskup Turynu

- Ignacy Gabriel I Tappouni (Syria[1]; 16 grudnia 1935) – kardynał prezbiter Ss. XII Apostoli; syryjskokatolicki patriarcha Antiochii

- Santiago Luis Copello (Argentyna; 16 grudnia 1935) – kardynał prezbiter S. Lorenzo in Damaso; kanclerz Świętego Kościoła Rzymskiego

- Pierre-Marie Gerlier (Francja; 13 grudnia 1937) – kardynał prezbiter SS. Trinita al Monte Pincio; arcybiskup Lyonu i prymas Galii

- Gregorio Pietro Agagianian (Liban[2]; 18 lutego 1946) – kardynał prezbiter S. Bartolomeo all’Isola; prefekt Świętej Kongregacji Rozkrzewiania Wiary; przewodniczący Papieskiej Komisji ds. Rewizji Kodeksu Prawa Kanonicznego Kościołów Wschodnich

- James Charles McGuigan (Kanada; 18 lutego 1946) – kardynał prezbiter S. Maria del Popolo; arcybiskup Toronto

- Clément-Émile Roques (Francja; 18 lutego 1946) – kardynał prezbiter S. Balbina; arcybiskup Rennes

- Carlos Carmelo de Vasconcellos Motta (Brazylia; 18 lutego 1946) – kardynał prezbiter S. Pancrazio; arcybiskup São Paulo

- Norman Thomas Gilroy (Australia; 18 lutego 1946) – kardynał prezbiter Ss. IV Coronati; arcybiskup Sydney

- Francis Joseph Spellman (Stany Zjednoczone; 18 lutego 1946) – kardynał prezbiter Ss. Giovanni e Paolo; arcybiskup Nowego Jorku; ordynariusz Sił Zbrojnych Stanów Zjednoczonych

- Jaime de Barros Câmara (Brazylia; 18 lutego 1946) – kardynał prezbiter Ss. Bonifacio ed Alessio; arcybiskup Rio de Janeiro

- Enrique Pla y Deniel (Hiszpania; 18 lutego 1946) – kardynał prezbiter S. Pietro in Montorio; arcybiskup Toledo i prymas Hiszpanii

- Joseph Frings (RFN; 18 lutego 1946) – kardynał prezbiter S. Giovanni a Porta Latina; arcybiskup Kolonii

- Ernesto Ruffini (Włochy; 18 lutego 1946) – kardynał prezbiter S. Sabina; arcybiskup Palermo

- Antonio Caggiano (Argentyna; 18 lutego 1946) – kardynał prezbiter S. Lorenzo in Panisperna; arcybiskup Buenos Aires i prymas Argentyny

- Thomas Tien Ken-sin SVD (Chiny; 18 lutego 1946) – kardynał prezbiter S. Maria in Via; arcybiskup Pekinu; administrator archidiecezji Tajpej

- Augusto Álvaro da Silva (Brazylia; 12 stycznia 1953) – kardynał prezbiter S. Angelo in Pescheria; arcybiskup São Salvador da Bahia

- Valerio Valeri (Włochy; 12 stycznia 1953) – kardynał prezbiter S. Silvestro in Capite; prefekt Świętej Kongregacji ds. Zakonów

- Pietro Ciriaci (Włochy; 12 stycznia 1953) – kardynał prezbiter S. Prassede; prefekt Świętej Kongregacji Soborowej; przewodniczący Papieskiej Komisji ds. Autentycznej Interpretacji Kodeksu Prawa Kanonicznego

- Maurice Feltin (Francja; 12 stycznia 1953) – kardynał prezbiter S. Maria della Pace; arcybiskup Paryża

- Giuseppe Siri (Włochy; 12 stycznia 1953) – kardynał prezbiter S. Maria della Vittoria; arcybiskup Genui

- James Francis McIntyre (Stany Zjednoczone; 12 stycznia 1953) – kardynał prezbiter S. Anastasia; arcybiskup Los Angeles

- Giacomo Lercaro (Włochy; 12 stycznia 1953) – kardynał prezbiter S. Maria in Transpontina; arcybiskup Bolonii

- Stefan Wyszyński (Polska; 12 stycznia 1953) – kardynał prezbiter S. Maria in Trastevere; arcybiskup Gniezna i Warszawy, prymas Polski; ordynariusz katolików obrządków wschodnich w Polsce

- Benjamin de Arriba y Castro (Hiszpania; 12 stycznia 1953) – kardynał prezbiter Ss. Vitale, Valeria, Gervasio e Protasio; arcybiskup Tarragony

- Fernando Quiroga y Palacios (Hiszpania; 12 stycznia 1953) – kardynał prezbiter S. Agostino; arcybiskup Santiago de Compostela

- Paul-Émile Léger PSS (Kanada; 12 stycznia 1953) – kardynał prezbiter S. Maria degli Angeli; arcybiskup Montrealu

- Valerian Gracias (Indie; 12 stycznia 1953) – kardynał prezbiter S. Maria in Via Lata; arcybiskup Bombaju

- Giovanni Battista Montini (Włochy; 15 grudnia 1958) – kardynał prezbiter Ss. Silvestro e Martino ai Monti; arcybiskup Mediolanu

- Giovanni Urbani (Włochy; 15 grudnia 1958) – kardynał prezbiter S. Marco; patriarcha Wenecji

- Paolo Giobbe (Włochy; 15 grudnia 1958) – kardynał prezbiter S. Maria in Vallicella; datariusz Jego Świątobliwości; patron zakonu joannitów

- Fernando Cento (Włochy; 15 grudnia 1958) – kardynał prezbiter S. Eustachio; penitencjariusz większy

- Carlo Chiarlo (Włochy; 15 grudnia 1958) – kardynał prezbiter S. Maria in Portico

- José Garibi Rivera (Meksyk; 15 grudnia 1958) – kardynał prezbiter S. Onofrio; arcybiskup Guadalajary

- Antonio María Barbieri OFMCap (Urugwaj; 15 grudnia 1958) – kardynał prezbiter S. Crisogono; arcybiskup Montevideo

- Carlo Confalonieri (Włochy; 15 grudnia 1958) – kardynał prezbiter S. Agnese fuori le mura; sekretarz Świętej Kongregacji Konsystorialnej; archiprezbiter bazyliki liberiańskiej

- Richard Cushing (Stany Zjednoczone; 15 grudnia 1958) – kardynał prezbiter S. Susanna; arcybiskup Bostonu

- Alfonso Castaldo (Włochy; 15 grudnia 1958) – kardynał prezbiter S. Callisto; arcybiskup Neapolu; biskup Pozzuoli

- Paul-Marie-André Richaud (Francja; 15 grudnia 1958) – kardynał prezbiter Ss. Quirico e Giulitta; arcybiskup Bordeaux

- José María Bueno Monreal (Hiszpania; 15 grudnia 1958) – kardynał prezbiter Ss. Vito, Modesto e Crescenzia; arcybiskup Sewilli

- Franz König (Austria; 15 grudnia 1958) – kardynał prezbiter S. Eusebio; arcybiskup Wiednia; ordynariusz Sił Zbrojnych Austrii

- Julius Döpfner (RFN; 15 grudnia 1958) – kardynał prezbiter S. Maria della Scala; arcybiskup Monachium-Fryzyngi

- Paolo Marella (Włochy; 14 grudnia 1959) – kardynał prezbiter S. Andrea delle Frate; archiprezbiter bazyliki watykańskiej; prefekt Fabryki Świętego Piotra

- Gustavo Testa (Włochy; 14 grudnia 1959) – kardynał prezbiter S. Girolamo degli Schiavoni; sekretarz Świętej Kongregacji Kościołów Wschodnich; proprzewodniczący Komisji ds. Patrymonium Stolicy Apostolskiej

- Albert Meyer (Stany Zjednoczone; 14 grudnia 1959) – kardynał prezbiter S. Cecilia; arcybiskup Chicago

- Luigi Traglia (Włochy; 28 marca 1960) – kardynał prezbiter S. Maria della Valle; prowikariusz generalny diecezji rzymskiej

- Peter Tatsuo Doi (Japonia; 28 marca 1960) – kardynał prezbiter S. Antonio in via Merulana; arcybiskup Tokio

- Joseph-Charles Lefèbvre (Francja; 28 marca 1960) – kardynał prezbiter S. Giovanni dei Fiorentini; arcybiskup Bourges

- Bernardus Johannes Alfrink (Holandia; 28 marca 1960) – kardynał prezbiter S. Gioacchino; arcybiskup Utrechtu; ordynariusz Holenderskich Sił Zbrojnych

- Rufino Santos (Filipiny; 28 marca 1960) – kardynał prezbiter S. Maria ai Monti; arcybiskup Manili; ordynariusz Filipińskich Sił Zbrojnych

- Laurean Rugambwa (Tanganika; 28 marca 1960) – kardynał prezbiter S. Francesca a Ripa; biskup Bukoba

- Joseph Ritter (Stany Zjednoczone; 16 stycznia 1961) – kardynał prezbiter SS. Redentore e S. Alfonso in Via Merulana; arcybiskup Saint Louis

- José Humberto Quintero Parra (Wenezuela; 16 stycznia 1961) – kardynał prezbiter Ss. Andrea e Gregorio al Monte Celio; arcybiskup Caracas

- Luis Concha Córdoba (Kolumbia; 16 stycznia 1961) – kardynał prezbiter S. Maria Nuova; arcybiskup Bogoty i prymas Kolumbii; ordynariusz Kolumbijskich Sił Zbrojnych

- José da Costa Nunes (Portugalia; 19 marca 1962) – kardynał prezbiter S. Prisca

- Ildebrando Antoniutti (Włochy; 19 marca 1962) – kardynał prezbiter S. Sebastiano alle Catecombe

- Efrem Forni (Włochy; 19 marca 1962) – kardynał prezbiter S. Croce in Gerusalemme

- Juan Landázuri Ricketts OFM (Peru; 19 marca 1962) – kardynał prezbiter S. Maria in Aracoeli; arcybiskup Limy

- Raúl Silva Henríquez SDB (Chile; 19 marca 1962) – kardynał prezbiter S. Bernardo alle Terme; arcybiskup Santiago de Chile; przewodniczący „Caritas International”

- Leo-Jozef Suenens (Belgia; 19 marca 1962) – kardynał prezbiter S. Pietro in Vincoli; arcybiskup Mechelen-Brukseli i prymas Belgii; ordynariusz Belgijskich Sił Zbrojnych

- Alfredo Ottaviani (Włochy; 12 stycznia 1953) – kardynał diakon S. Maria in Domnica; protodiakon Świętego Kolegium Kardynałów; sekretarz Świętej Kongregacji Świętego Oficjum

- Alberto di Jorio (Włochy; 15 grudnia 1958) – kardynał diakon S. Pudenziana; proprzewodniczący Papieskiej Komisji dla Miasta-Państwa Watykan

- Francesco Bracci (Włochy; 15 grudnia 1958) – kardynał diakon S. Cesareo in Palatio

- Francesco Roberti (Włochy; 15 grudnia 1958) – kardynał diakon S. Maria in Cosmedin; prefekt Najwyższego Trybunału Sygnatury Apostolskiej

- André Jullien PSS (Francja; 15 grudnia 1958) – kardynał diakon S. Giorgio in Velabro

- Arcadio María Larraona CMF (Hiszpania; 14 grudnia 1959) – kardynał diakon Ss. Biagio e Carlo ai Catinari; prefekt Świętej Kongregacji ds. Obrzędów

- Francesco Morano (Włochy; 14 grudnia 1959) – kardynał diakon Ss. Cosma e Damiano

- William Theodore Heard (Wielka Brytania; 14 grudnia 1959) – kardynał diakon S. Teodoro

- Augustin Bea SJ (RFN; 14 grudnia 1959) – kardynał diakon S. Saba; przewodniczący Sekretariatu ds. Jedności Chrześcijan

- Antonio Bacci (Włochy; 28 marca 1960) – kardynał diakon S. Eugenio

- Michael Browne OP (Irlandia; 19 marca 1962) – kardynał diakon S. Paolo alla Regola

- Joaquín Anselmo María Albareda OSB (Hiszpania; 19 marca 1962) – kardynał diakon S. Apollinare

8 elektorów mianował Pius XI, 27 Pius XII, a pozostałych 45 Jan XXIII.

### Nieobecni
Dwóch kardynałów było nieobecnych, obaj z nominacji Piusa XII:
- József Mindszenty (Węgry; 18 lutego 1946) – kardynał prezbiter S. Stefano al Monte Celio; arcybiskup Esztergom i prymas Węgier
- Carlos María De la Torre (Ekwador; 12 stycznia 1953) – kardynał prezbiter S. Maria in Aquiro; arcybiskup Quito

## Podziały, kandydaci i przygotowania do konklawe
Podział, jaki ujawnił się w trakcie soboru, obejmował także Kolegium Kardynałów. Dzięki nominacjom Jana XXIII przewagę miała frakcja umiarkowanie reformistyczna, jednak konserwatyści byli także licznie reprezentowani (zaliczano do nich prawie wszystkich kardynałów kurialnych). „Postępowcy” chcieli doprowadzić do końca obrady soboru i wprowadzić jego postanowienia w życie, tradycjonaliści dążyli do jego jak najszybszego zamknięcia lub przerwania. Panowała jednak powszechna opinia, że nawet jeśli zwycięży konserwatysta, i tak będzie musiał kontynuować sobór.
Za głównego papabile uchodził umiarkowany „postępowiec” Giovanni Battista Montini, arcybiskup Mediolanu, który miał otrzymać głosy już na poprzednim konklawe, mimo że nie był wówczas kardynałem. Było powszechnie wiadome, że Jan XXIII właśnie jego upatrzył na swojego następcę. 18 czerwca 1963 w klasztorze kapucynów we Frascati odbyła się narada zwolenników Montiniego (z jego osobistym udziałem). Ustalono na niej, że reformy soborowe muszą zostać zredukowane do mniej ambitnych celów. Prymasowi Belgii Suenensowi powierzono zadanie pozyskania poparcia kurialistów dla Montiniego. Podobno kardynał Frings z Kolonii obawiał się rozłamu w obozie postępowym, albowiem innym poważnym kandydatem z tej frakcji był arcybiskup Bolonii Giacomo Lercaro. Jego kandydaturę mieli popierać Francis Spellman z Nowego Jorku oraz wikariusz Rzymu Clemente Micara.
Frakcja konserwatywna obejmowała głównie (choć nie tylko) kardynałów pracujących w Kurii Rzymskiej. Najwybitniejszymi jej przedstawicielami (i zarazem potencjalnymi kandydatami) byli arcybiskup Genui Giuseppe Siri oraz sekretarz Świętego Oficjum Alfredo Ottaviani. W trakcie sediswakancji konserwatyści ustalili wystawienie kandydatury byłego nuncjusza w Madrycie Ildebrando Antoniuttiego. Faworyzowany na poprzednim konklawe Agagianian tym razem nie zgodził się kandydować.

## Przebieg konklawe
Konklawe rozpoczęło się 19 czerwca wieczorem. Do głosowań doszło dopiero następnego dnia. Wymagana większość wynosiła 54 głosy.
Informacje na temat przebiegu poszczególnych głosowań znane są jedynie dzięki trudnym do zweryfikowania i nie zawsze precyzyjnym przeciekom z Watykanu. Są one jednak na tyle spójne, że można dzięki nim odtworzyć w ogólnym zarysie okoliczności wyboru następcy Jana XXIII.
W dwóch pierwszych głosowaniach rankiem 20 czerwca najwięcej głosów (prawdopodobnie około 30) uzyskał faworyzowany Montini. Lercaro i Antoniutti otrzymali po około 20 preferencji, pojawiły się też nazwiska Siri, Traglia, Suenens i Agagianian. W popołudniowych głosowaniach zwolennicy Lercaro przerzucili swoje głosy na Montiniego, który w tym układzie miał już około 50 głosów. Kardynał Antoniutti utrzymał jednak dotychczasowe poparcie, a część konserwatystów zaproponowała jako kompromisowe rozwiązanie kardynała Roberti. W trzecim i czwartym głosowaniu otrzymał on po kilka głosów.
Kardynał Gustavo Testa, jeden z niewielu zwolenników Montiniego w Kurii, zwrócił się do kardynałów Confalonieriego i di Jorio z otwartym apelem o jego poparcie i zaprzestanie blokowania elekcji. Ponieważ jawna agitacja na konklawe była w zasadzie zabroniona, Siri i Tisserant zgłosili ostry sprzeciw wobec zachowania Testy. Podobno Montini, widząc zapiekłą opozycję ze strony kurialistów, chciał oficjalnie wycofać swoją kandydaturę, jednak Giovanni Urbani z Wenecji powstrzymał go od tego kroku.
Inicjatywa Testy, choć kontrowersyjna, okazała się skuteczna. Kardynał di Jorio, dotąd głosujący na Siriego, otwarcie poparł arcybiskupa Mediolanu. Decydujące znaczenie miała jednak dość nieoczekiwana wolta Ottavianiego. Uważany za jednego z najbardziej konserwatywnych kardynałów Ottaviani uznał, że bez poparcia „postępowców” i tak nie uda się wybrać papieża, a ze wszystkich ich kandydatów Montini jest najbardziej akceptowalny.

## Wybór Pawła VI
W piątym głosowaniu rankiem 21 czerwca Montini nie posunął się znacząco naprzód, podobno dlatego, że konserwatyści chcieli nadać większe znaczenie swojemu poparciu. W przeprowadzonym zaraz potem szóstym głosowaniu Montini został wybrany na papieża, otrzymując 57 głosów. Elekt przybrał imię Paweł VI. Jego wybór, ogłoszony przez protodiakona Ottavianiego, został przywitany z ogromną radością przez znaczną część opinii publicznej. 30 czerwca odbyła się uroczysta inauguracja pontyfikatu, podczas której doszło do ostatniej w dziejach koronacji papieskiej.